# Fredsgatan, Göteborg
Fredsgatan i stadsdelen Inom Vallgraven i Göteborg är en cirka 185 meter lång gata, som sträcker sig mellan Södra Hamngatan och Kungsgatan. Längs gatan ligger Affärshuset Kompassen, Gallerian Arkaden och NK Göteborg.

## Historik
Gatan har fått sitt namn efter den fred år 1790 då danska armén, som kommit från Norge, var nära att erövra Göteborg, "hwilket anfall dock genom Guds Nåd och Konungens Höga ankomst lycksaligen afwändes". Fredsgatan anlades efter eldsvådan 1792 och fick officiellt sitt namn i januari 1796.